# Xochitlán de Vicente Suárez
Xochitlán de Vicente Suárez är en kommun i Mexiko.   Den ligger i delstaten Puebla, i den sydöstra delen av landet, 170 km öster om huvudstaden Mexico City. Antalet invånare är 12 249. Arean är 78 kvadratkilometer.
Terrängen i Xochitlán de Vicente Suárez är huvudsakligen kuperad, men åt sydväst är den bergig.
Följande samhällen finns i Xochitlán de Vicente Suárez:
- Zoatecpan
- Huapalegcan
- Xaltipac
- Tzontecomata
- Chicuasencuautla
- San Francisco Ocotepec
- Amatitán
- Xocoyolapan
- Xicalxochico
- Tecorralican
- Tacuitapan